# Justin Roiland
Mark Justin Roiland (Manteca, 21 febbraio 1980) è un animatore, doppiatore, sceneggiatore, produttore televisivo e regista statunitense. È conosciuto per essere stato il co-creatore e produttore esecutivo delle serie animate Rick and Morty, prodotta per Adult Swim nella quale prestava la voce ai personaggi eponimi dello show, e Solar Opposites, nella quale doppiava il co-protagonista Korvo. Ha anche doppiato Oscar della serie animata Fish Hooks in onda su Disney Channel, il Conte Limoncello di Adventure Time e Blendin Blandin di Gravity Falls.

## Biografia
Justin Roiland è nato e cresciuto a Manteca, in California, e ha frequentato gli istituti di Sierra High School e Manteca High School, diplomandosi nel 1998. Più tardi si è poi trasferito a Los Angeles e agli inizi del 2004 inizia a collaborare con Channel101, un supporto collettivo avviato da Dan Harmon e Rob Schrab, dove ha fatto e recitato in numerosi cortometraggi (come ad esempio 2 Girls One Cup: The Show e House of Cosbys) e nel programma televisivo Acceptable TV andato in onda su VH1. È apparso regolarmente anche su The Sarah Silverman Program di Comedy Central come "Blonde Craig".
Attualmente lavora come doppiatore e ha prestato la sua voce ai personaggi Rick e Morty dell'omonima serie, di cui è anche co-creatore, co-sceneggiatore e produttore esecutivo insieme a Dan Harmon. Dal 2010 ha co-ospitato "The Grandma's Virginity Podcast with Rick and Morty", scritto da Ryan Ridley, e dal produttore di Steven Universe, Jackie Buscarino. Ha dichiarato al San Diego Comic-Con International 2014, che una delle sue principali influenze era Pendleton Ward e che gli piaceva guardare The Ren & Stimpy Show quando era piccolo.
Il 25 agosto 2016 Roiland ha lanciato il Virtual Reality Studio Squanchtendo, un portmanteau della società Nintendo e del personaggio di Rick and Morty "Squanchy".
Il 25 gennaio 2023, il programma contenitore Adult Swim (la rete in cui viene trasmessa la serie animata Rick and Morty, di cui Roiland è co-creatore e anche voce dei due protagonisti) ha interrotto i rapporti con Roiland a causa delle accuse di violenza domestica ricevute da parte di una sua ex fidanzata, oltre che a causa della presunta "mancanza di professionalità" sul luogo di lavoro.

## Controversie
Nell'agosto 2020, Roiland è stato arrestato e accusato di violenza domestica e sequestro di persona nella Contea di Orange, in California, in relazione a un presunto incidente nel gennaio 2020 che coinvolgeva una donna con cui, secondo quanto riferito, usciva all'epoca. Roiland è stato rilasciato su cauzione dopo essersi dichiarato non colpevole. La conoscenza di questi eventi non era pubblica fino a quando NBC News non ha riferito la questione nel gennaio 2023.
Dopo che le accuse sono state formulate, più persone si sono fatte avanti con le proprie accuse di abuso da parte di Roiland, comprese affermazioni di comportamento predatorio nei confronti di minori. Fra questi, vari suoi colleghi l'hanno accusato di molestie sul luogo di lavoro.
Il programma contenitore Adult Swim ha annunciato più tardi durante lo stesso mese che Roiland era stato licenziato da Rick and Morty a causa delle accuse e che i suoi ruoli sarebbero stati riformulati per le stagioni future. Squanch Games ha affermato che Roiland si era dimesso dalla società il 16 gennaio 2023, sulla scia delle notizie di Adult Swim. Il 25 gennaio, 20th Television ha confermato che è stato rimosso anche da Solar Opposites e Koala Man, che continueranno a essere prodotti senza il suo coinvolgimento.
A marzo 2023 le accuse contro Roiland sono state respinte per insufficienza di prove; sui suoi profili social ha dichiarato di essere «determinato a passare oltre e concentrato sia sui miei progetti creativi che a riabilitare il mio buon nome».

## Filmografia

### Ideatore

#### Televisione
- House of Cosbys (2005)
- Rick and Morty (2013-2022)
- Solar Opposites (2020-2022)

### Attore

#### Cinema
- Krampus - Natale non è sempre Natale (Krampus), regia di Michael Dougherty (2015)

#### Televisione
- Cheap Seats: Without Ron Parker - serie TV, 1 episodio (2004)
- Acceptable.TV - serie TV, 20 episodi (2007)
- The Sarah Silverman Program - serie TV, 8 episodi (2007–2010)
- Mystery Science Theater 3000 - serie TV, 1 episodio (2018)

### Doppiatore

#### Film
- Goool! (Metegol), regia di Juan José Campanella (2013)
- Smallfoot - Il mio amico delle nevi (Smallfoot), regia di Karey Kirkpatrick (2018)
- Invader Zim e il Florpus, regia di Jenny Goldberg e Jake Wyatt (2019)
- Megan, regia di Gerard Johnstone (2023)

#### Televisione
- House of Cosbys - serie animata, 4 episodi (2005)
- Fish Hooks - Vita da pesci (Fish Hooks) - serie animata, 89 episodi (2010–2014)
- Adventure Time - serie animata, 14 episodi (2011–2018)
- Gravity Falls - serie animata, 7 episodi (2012–2015)
- Out There - serie animata, 10 episodi (2013)
- Rick and Morty - serie animata, 41 episodi (2013–in corso)
- I Simpson (The Simpsons) - serie animata, 1 episodio (2015)
- Community - serie TV, 1 episodio (2015)
- Aqua Teen Hunger Force - serie animata, 1 episodio (2015)
- Maiale Capra Banana Grillo (Pig Goat Banana Cricket) - serie animata, 7 episodi (2015)
- Yo Gabba Gabba! - serie animata, 1 episodio (2015)
- Animals. - serie animata, 1 episodio (2016)
- Verme del futuro (Future-Worm!) - serie animata, 1 episodio (2016)
- Hot Streets - serie animata, 20 episodio (2018-in corso)
- Robot Chicken - serie animata, 1 episodio (2018)
- Marco e Star contro le forze del male (Star vs. the Forces of Evil) - serie animata, 2 episodi (2019)
- Solar Opposites – serie animata, 3 stagioni (2020)
- Invincible – serie animata, 1 episodio (2021)
- The Boys presenta: Diabolico! (The Boys Presents: Diabolical) – serie animata, 1 episodio (2022)
- La famiglia Paloni Speciale Halloween (The Paloni Show! Halloween Special!) - special televisivo (2022)
- Koala Man – serie animata, 1 episodio (2023)
- King Star King – serie animata, 1 episodio (2023)

### Televisione
- Yacht Rock (2005–2010) – Attore (Christopher Cross/ Chris Geppert)
- The Sarah Silverman Program (2007–2010) – Attore (Blonde Craig)
- Marooned? (2009) – Attore (Cadet Moore)
- Acceptable TV (2007) – Direttore, attore, doppiatore, produttore
- Channel 101 (2006) – Direttore, attore, produttore, scrittore
- Cheap Seats: Without Ron Parker (2004) – Attore (Rhonda's Son)
- Laser Fart (2004) – Attore (L'uomo delle news)
- Fresh Baked Video Games (2006) – Produttore
- Premiere Women in Hollywood Awards (2004) – Produttore
- Crossballs: The Debate Show (2004) – Produttore
- Comedy Central Presents: The Commies (2003) – Produttore
- Extreme Makeover: Home Edition (2003) – Produttore associato

### Videogiochi
- Jerry's Game (2014) – Rick e Morty
- Dota 2 (2015) – Pacchetto dell'Annunciatore Rick and Morty[14]
- LEGO Dimensions (2015) – Conte Limoncello
- Adventure Time: Finn & Jake Investigations (2015) – Conte Limoncello
- Dr. Langeskov, The Tiger, and the Terribly Cursed Emerald (2015)
- Pocket Mortys (2016) – Rick e Morty
- Hover Junkers (2016) – Gunther
- The Lab (2016) – Vari Personality Cores
- Job Simulator (2016) – Annunciatore della radio
- Accounting (2016)
- Rick and Morty Simulator: Virtual Rick-ality (2017) – Rick e Morty
- Trover Saves the Universe (2019) – Trover
- Warped Kart Racers (2022) – Korvo
- MultiVersus (2022) – Rick Sanchez, Morty Smith, Mr. Miguardi
- High on Life (2022) – Kenny[15]

## Videoludografia
- Accounting – co-game director (2016)
- High on Life – Ideatore e game designer[16] (2022)

## Doppiatori italiani
Da doppiatore è sostituito da:
- Luigi Morville in Fish Hooks - Vita da pesci (Oscar)
- Gianluca Crisafi in Adventure Time (Conte Limoncello, 1°voce)
- Alberto Bognanni in Adventure Time (Conte Limoncello, 2°voce)
- Sergio Lucchetti in Adventure Time (Conte Limoncello, 3°voce)
- Stefano Lucchelli in LEGO Dimensions (Conte Limoncello, Clone Conte Limoncello)
- Dimitri Riccio in Gravity Falls (Blendin Blandin)
- Cesare Rasini in Gravity Falls (Personaggi vari)
- Christian Iansante in Rick and Morty (Rick Sanchez)
- David Chevalier in Rick and Morty (Morty Smith)
- Justin Roiland in Rick and Morty (Alieni dei sogni)
- Piero Di Blasio in Rick and Morty (Buchetto per Popò)
- Andrea Pirolli in Rick and Morty (Mr. Miguardi)
- Alessio Puccio in Rick and Morty (presentatore del trailer)
- Oreste Baldini in I Simpson (Rick Sanchez)
- Federico Campaiola in I Simpson (Morty Smith)
- Emanuele Ruzza in Adventure Time (Speranzello)
- Edoardo Nevola in Smallfoot - Il mio amico delle nevi (Garry)
- Franco Mannella in Solar Opposites (Korvo)
- Andrea Lavagnino in Koala Man (Chad Wagon)